# Ferdinand August Oldenburg
Johann Ferdinand August Oldenburg (* 25. November 1799 in Braunschweig; † 10. Oktober 1868 in Wiesbaden) war ein deutscher Schauspieler, Schriftsteller, Lithograf und früher Fotograf.

## Leben und Werk
Ferdinand August Oldenburg war der älteste Sohn des herzoglich braunschweigischen Kammermusikers Friedrich Christoph Martin Oldenburg, dessen Familie in der Stobenstraße wohnte.  Seine Mutter starb, als er sechs Monate alt war. Der Vater heiratete bald darauf wieder. Oldenburg besuchte das Katharineum und zumindest zeitweise das Collegium Carolinum.
Mit 19 Jahren verließ er Braunschweig und war von da an in verschiedenen Berufen und zahlreichen Orten im In- und Ausland tätig. 1819 fand sein Debüt als Schauspieler in Magdeburg statt. August Klingemann, seit 1818 Direktor des Opernhauses am Hagenmarkt in Braunschweig, hatte den 20-jährigen Oldenburg am Kurtheater im nahen Helmstedt erlebt und ihm daraufhin eine Stellung am Theater in Braunschweig angeboten, was dieser jedoch mit dem Hinweis, er wolle zunächst Erfahrungen an weiteren Bühnen sammeln, ablehnte. Ab 1821 war Oldenburg auf Gastspielreisen, u. a. auch als Sänger. 1829 folgte eine Anstellung beim Stadttheater Hamburg, 1831 ist ein Auftritt in Paris dokumentiert. Kurz darauf wurde Oldenburg zum Direktor des Theaters in Trier ernannt, wo er sechs Jahre blieb. 1838 wurde er an der Universität Erlangen in absentia (in Abwesenheit) mit der Dissertation Die Weltgeschichte zum Dr. phil. promoviert. Anschließend ließ er sich in Rastatt im Großherzogtum Baden nieder, wo er sich mit der Zucht von Seidenraupen beschäftigte, wofür er eine Maulbeerbaum-Plantage erwarb, aber schon nach relativ kurzer Zeit wieder aufgab. Anschließend war er u. a. in Rostock und der Schweiz sowie zwischen 1844 und 1850 in Augsburg, wo er die Badische Revolution miterlebte und sich an der Gründung des Arbeiterbildungsvereins in Augsburg beteiligte. Zwischen den 1830er und 1850er Jahren war Oldenburg auch als Schriftsteller tätig: 1835 veröffentlichte er in Braunschweig in zwei Bänden Erinnerungen aus dem Leben, 1837 folgte die zweibändige Novelle Der letzte Cäsar, 1846 das Lustspiel Die beiden Tabakpfeifen und 1849 das Festspiel Die Freiheit. Anfang 1850 war er einige Zeit als Dramaturg am Hoftheater Karlsruhe tätig. Nach nur einem Jahr verließ er die Stadt allerdings wieder.
Seit 1854 lebte Oldenburg wieder in Braunschweig, wo er zunächst bei seinem Halbbruder, dem Maler Johann August Heinrich Oldenburg (1802–1879) die Kunst der Porträtmalerei und Lithografie erlernte. Am 6. November 1854 schloss er mit dem braunschweigischen Hoffotografen Robert Bosse einen Vertrag, wonach ihn dieser gegen Bezahlung „auf das Genaueste die Wissenschaft der Photographie und Daguerreotypie“ lehren solle und dies „so gründlich, als er sie selbst nur versteht und wird keine Zeit und Mühe sparen, diesen Zweck vollständig zu erreichen und jeden Aufschluß geben ohne irgend eine Erfahrung oder Geheimnis darin zurückzuhalten“. Im Gegenzug verpflichtete sich der Lehrling zum „Verschweigen der Geheimnisse Dritten gegenüber“.

### 1854: FotoAlte Waagein Braunschweig

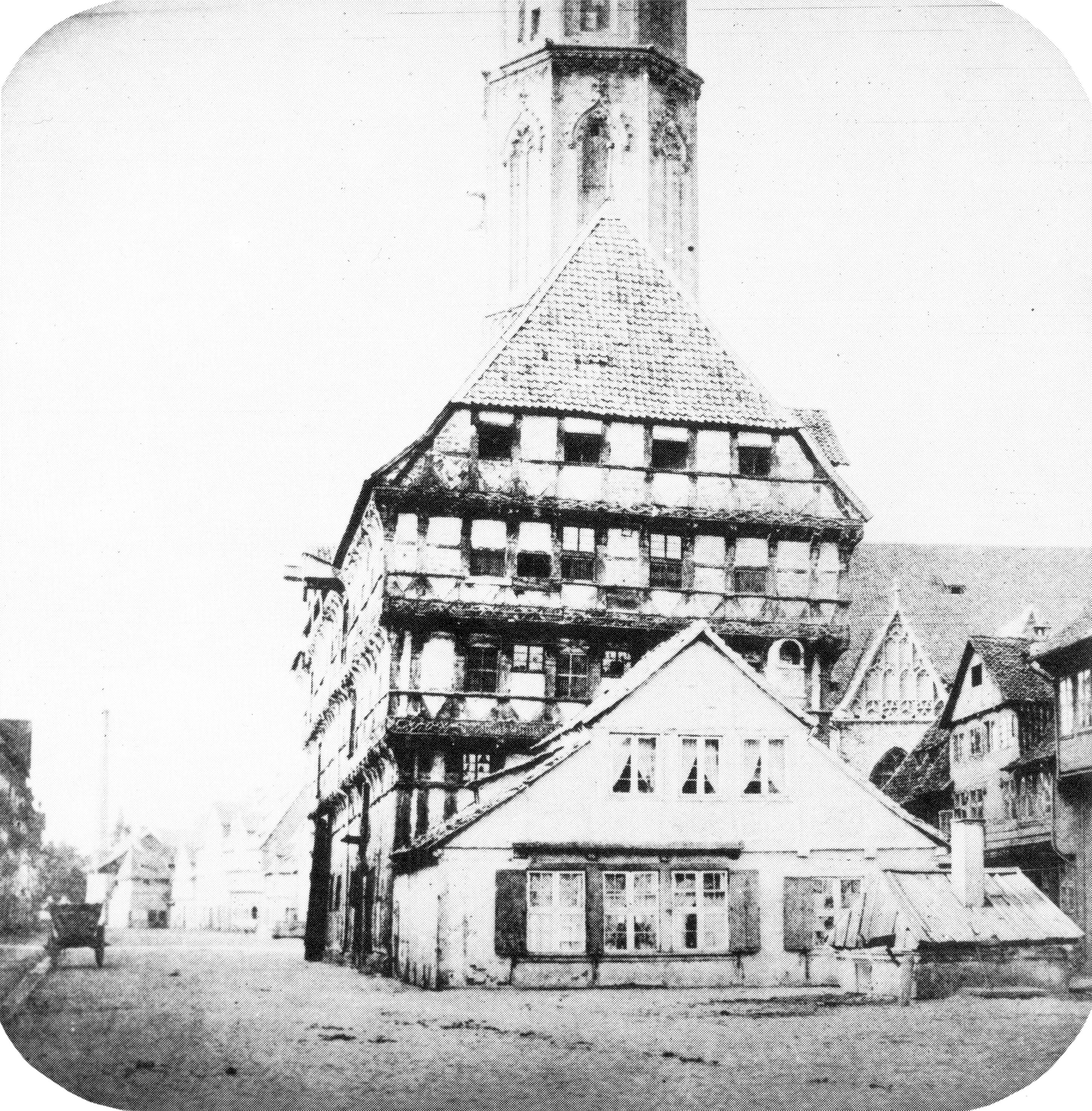
Oldenburgs Daguerreotypie von 1854: Im Hintergrund der Südturm der Andreaskirche, links im Hintergrund der Wollmarkt. Das flache, weiße Haus vor der Südseite der Alten Waage ist das Wohnhaus des Packhauskommissärs.

Ein erhaltenes Foto Oldenburgs ist eines, das er schon sehr bald nach Vertragsschluss noch 1854 gemacht haben muss. Es zeigt die 1534 im historischen Braunschweiger Weichbild Neustadt am Wollmarkt erbaute Alte Waage mit der Andreaskirche im Hintergrund. Es handelt sich dabei wahrscheinlich um das älteste erhaltene Foto der Alten Waage und wohl das letzte im Zustand vor den Restaurierungsarbeiten, die bald darauf unter der Leitung von Hofbaurat Friedrich Maria Krahe begannen und bis 1862 andauerten. Krahe nahm bei der Restaurierung allerdings zum Teil erhebliche, dem Zeitgeschmack entsprechende Veränderungen am äußeren Erscheinungsbild des Gebäudes vor. Auch später noch wurde das Haus innen und außen zum Teil deutlich verändert, um zum einen neuen Verwendungszwecken, aber auch dem Zeitgeist, gerecht zu werden. So gab es 1934 und 1937, in der Zeit des Nationalsozialismus, weitere Umbaumaßnahmen, um daraus das nationalsozialistische „Haus des Deutschen Handwerks“ (1934) zu machen oder um es als Hitlerjugend-Heim (1937) nutzen zu können.
Während des Zweiten Weltkrieges wurde die Alte Waage zunächst bei dem Bombenangriff vom 10. Februar 1944 schwer beschädigt und schließlich durch den schwersten Bombenangriff auf die Stadt am 15. Oktober 1944 bis auf ein paar Trümmerreste vollständig zerstört. Die Trümmer des Fachwerkhauses, hauptsächlich einige wenige Balken, wurden in der Nachkriegszeit für eine eventuelle spätere Wiederverwendung eingelagert und das Grundstück anschließend eingeebnet, sodass nichts mehr daran erinnerte, dass dort jahrhundertelang ein Haus gestanden hatte. Über mehrere Jahrzehnte befand sich nun ein Pkw-Parkplatz auf dem ehemaligen Grundstück der Alten Waage.
1987 beschloss der Rat der Stadt Braunschweig, die Alte Waage am alten Standort unter Verwendung der wenigen 1944/45 geborgenen Originalteile originalgetreu rekonstruieren zu lassen. Dabei entschied man sich für eine Rekonstruktion des Zustandes vor der Restaurierung und damit vor den zahlreichen Veränderungen durch Krahe in den Jahren 1855–1862.
Um den Bauzustand des Gebäudes vor 1855 überhaupt rekonstruieren zu können, wurde eine Vielzahl alter Fotos, Gemälde, Stiche etc. verwendet, darunter auch die o. g. Daguerreotypie, die 1981 im Niedersächsischen Landesamt für Denkmalpflege in Hannover wiederentdeckt worden war. Diese ist quadratisch mit einer Kantenlänge von 22,5 cm. Signiert ist sie lediglich mit den Initialen F.A.O. und der Jahreszahl 1854. Diese Daguerreotypie ist die einzige bekannte fotografische Abbildung des Gebäudes im Zustand vor 1855 und dürfte eine, wenn nicht die älteste Architekturfotografie Braunschweigs sein. Vor der Giebelseite der Waage ist ein flacher, weißer Anbau zu sehen. Dabei handelt es sich um das Wohnhaus des „Packhauskommissärs“. Die nächstältere Abbildung der Alten Waage ist ein Gemälde des Malers Carl Weiß aus dem Jahre 1836. Oldenburgs Foto hat eine bemerkenswerte Schärfentiefe und scheint frühmorgens aufgenommen worden zu sein, um zu vermeiden, dass Pferdefuhrwerke und Personen das Bild stören. Zum Zeitpunkt der Auffindung der Daguerreotypie war nicht bekannt, wer sich hinter F.A.O. verbarg. Erst im Laufe der 1980er Jahre gelang es, die Initialen zu entschlüsseln.

### Letzte Jahre
Oldenburgs Leben war jahrzehntelang von reger Reisetätigkeit geprägt. Erst 1862, mit 63 Jahren, heiratete er die aus Thüringen stammende 41 Jahre jüngere Johanne Christiane Wilhelmine Reding, mit der er die Tochter Marie hatte. Das Paar wohnte zu jener Zeit in Neuenheim, heute ein Stadtteil von Heidelberg. 1868 zog die Familie nach Wiesbaden, wo Oldenburg 68-jährig noch im selben Jahr starb und bestattet wurde.